# Adolphe Dechamps
Adolphe Dechamps (Melle (Kelet-Flandria), 1807. június 17. – Manage, 1875. július 19.) belga államférfi. 

## Élete
Az 1830-as forradalom kitöréséig bölcseleti és teológiai tanulmányokkal foglalkozott, később Lamennais hatására az ortodox katolikus irányzathoz közeledett. A Gentben megjelenő Journal de Flandres és a brüsszeli Émancipation-ban való munkálkodása 1834-ben helyet szereztek neki a parlamentben, ahol jó szonoknak és kiváló üzletembernek bizonyult. 1842-ben Luxemburg tartomány kormányzója, 1843-ban közmunkaügyi miniszter lett. Ebben az állásában sokat tett a belga vasúthálózat teljes kiépítése érdekében. 1845–47-ben külügyminiszter volt. Miniszteri állásáról való lemondása után Charleroi polgárai beválasztották a képviselőházba, ahol az 1857–59-es évek kivételével, amikor nem volt képviselő, a katolikus ellenzék soraiban foglalt helyet. 1864-ben visszavonult a politikától. Dechamps alapította Deckerrel együtt a katolikus Revue de Bruxelles-t és később a Revue-générale-t, melyekben maga is kitűnő cikkeket tett közzé. Manage melletti falusi birtokán hunyt el.

## Munkái
- Le second Empire (Brüsszel, 1859)
- Le second Empire et l'Angleterre (Brüsszel, 1865)
- Jules César; l'empire jugé par l'empereur (Brüsszel, 1865)
- La France et l'Allemagne (Brüsszel, 1865)
- La Convention de Gastein (Brüsszel, 1865)
- Les partis en Belgique et le nouveau règne (Brüsszel, 1866)
- L'école daBs ses rapports avec l'Eglise, l'Etat et la liberté (Brüsszel, 1869)
- Le prince de Bismarck et l'entrevue des trois empereurs (Brüsszel, 1873)